# Tunehakwe Corona
Tunehakwe Corona est une corona, formation géologique en forme de couronne, située sur la planète Vénus par -33,4° S et 303,6° E. Elle est localisée dans le quadrangle de Nepthys Mons. Elle a été nommée en référence à Tunehakwe, divinités Onondagas et Iroquoises de la récolte ("Les Trois Sœurs"). 

## Géographie et géologie
Tunehakwe Corona couvre une surface circulaire d'environ 290 km de diamètre. 